# Hrabstwo Nobles
Hrabstwo Nobles (ang. Nobles County) – hrabstwo w stanie Minnesota w Stanach Zjednoczonych. Obszar całkowity hrabstwa obejmuje powierzchnię 722,56 mil2 (1 871,42 km²). Według danych z 2010 r. hrabstwo miało 21 378 mieszkańców. Hrabstwo powstało 23 maja 1857 roku, a jego nazwa pochodzi od nazwiska Williama H. Noblesa – przedstawiciela Legislatury stanu Minnesota.

## Sąsiednie hrabstwa
- Hrabstwo Murray (północ)
- Hrabstwo Cottonwood (północny wschód)
- Hrabstwo Jackson (wschód)
- Hrabstwo Osceola (Iowa) (południowy wschód)
- Hrabstwo Lyon (Iowa) (południowy zachód)
- Hrabstwo Rock (zachód)
- Hrabstwo Pipestone (północny zachód)

## Miasta i miejscowości
- Adrian
- Bigelow
- Brewster
- Dundee
- Ellsworth
- Kinbrae
- Leota (CDP)
- Lismore
- Round Lake
- Rushmore
- Wilmont
- Worthington